# Willem Hendrik Kuik
Willem Hendrik Kuik (Rotterdam, 9 augustus 1914 – Chaam, 22 juni 1998) was een Nederlands collaborateur tijdens de Tweede Wereldoorlog. Hij was met name verantwoordelijk voor de deportatie van een groot aantal Jehova's getuigen.

## Levensloop
Kuik groeide op in Rotterdam en werkte als autoschilder. In 1939 trad hij toe tot de Jehova's getuigen. De nazi's verdachten deze kerkelijke beweging van zionisme en maakte actief jacht op de leden ervan. In juli 1942 werd Kuik gearresteerd door de Sicherheitspolizei. Hij werd verhoord door ene Grünberg die vermoedde dat Kuik een van de leiders van de Jehova's getuigen was in Rotterdam. Kuik ontkende dit, waarop Grünberg vroeg of hij voor de Duitsers wilde werken.
Na de oorlog verklaarde Kuik dat Grünberg had gedreigd zijn vrouw en zwager iets aan te zullen doen als hij niet zou meewerken. Na bemiddeling van Grünberg kreeg Kuik – die al jaren werkloos was – een aanstelling op de wasafdeling van de Marine Standard Verwaltung. Hij was op afroep beschikbaar om met de Duitsers mee te gaan.
Kuik besloot in juni 1943 niet langer voor de Duitsers te willen werken en vluchtte naar Duitsland. Daar kwam de Duitse politie hem op het spoor en hij werd gedwongen in een fabriek te gaan werken, en daar onder het personeel te spioneren. Kuik zag dat niet zitten en keerde terug naar Rotterdam. Hij trad vervolgens als hulpagent in dienst van de politieke dienst in Schiedam. Hij gaf zich verschillende keren uit voor Jehova's getuige en was zodoende verantwoordelijk voor de arrestatie van tientallen Jehova's getuigen. Intussen had hij zelf afstand genomen van het geloof. Verder was hij betrokken bij de arrestatie van meerdere joden en verzetsmensen, waaronder dominee Bert Fokkema, die de oorlog niet overleefde.
Na de oorlog werd Kuik veroordeeld tot vijftien jaar gevangenisstraf. In eerste instantie hoorde hij een levenslange straf tegen zich eisen. Hij diende deze tijd waarschijnlijk niet helemaal uit, aangezien hij in 1955 wederom trouwde. Zijn eerste vrouw was in 1950 van hem gescheiden. Samen met zijn tweede vrouw kreeg Kuik een kind.